# Atlantisch orkaanseizoen 2017
Het Atlantisch orkaanseizoen 2017 was een hyperactief en extreem destructief Atlantisch orkaanseizoen, met 17 benoemde stormen, waarvan er tien zich ontwikkelden tot een orkaan. Daarmee was het volgens verschillende criteria een van de tien actiefste jaargangen sedert het begin van de metingen in 1851. Het seizoen vertoonde ook de hoogste totale cycloonenergie (ACE) en het hoogste aantal zware stormen sedert het seizoen van 2005. Ook de veroorzaakte schade was groot: meer dan het dubbele van het seizoen 2005.

## Cyclonen
- Tropische storm Arlene (storm)
- Tropische storm Bret (storm)
- Tropische storm Cindy (storm)
- Tropische depressie 4 (depressie)
- Tropische storm Don (storm)
- Tropische storm Emily (storm)
- Orkaan Franklin (categorie 1)
- Orkaan Gert (categorie 2)
- Majeure orkaan Harvey (categorie 4)
- Majeure orkaan Irma (categorie 5)
- Majeure orkaan Jose (categorie 4)
- Orkaan Katia (categorie 2)
- Majeure orkaan Lee (categorie 3)
- Majeure orkaan Maria (categorie 5)
- Orkaan Nate (categorie 1)
- Majeure orkaan Ophelia (categorie 3)
- Tropische storm Philippe (storm)
- Tropische storm Rina (storm)